# Inessa
Inessa era una città ubicata in Sicilia, fondata dai Siculi.

## Storia
La città è citata da Diodoro Siculo, come destinazione scelta da Ducezio per l'esilio dei coloni siracusani che avevano abitato Aitna, l'odierna Catania, che prima della conquista da parte di Gerone I (V secolo a.C.) era denominata Katane. Dopo l'esilio dei siracusani, Aitna riprese il nome di Katane, mentre Inessa fu ribattezzata come Aitna, anche se spesso venne citata ancora con il vecchio nome fino all'epoca imperiale (è citata nell'Itinerarium Antonini e nella Tavola Peutingeriana).
Durante la guerra del Peloponneso Inessa era alleata degli Spartani e nel 425 a.C. fu teatro di una battaglia tra i siracusani che ne occupavano l'acropoli e gli ateniesi. Gli ateniesi, comandati da Lachete, e i loro alleati sicelioti (nassi e leontini) e siculi non riuscirono ad espugnarla. Nella ritirata furono attaccati dai siracusani che inflissero loro gravi perdite.
Marco Tullio Cicerone scrive di Inessa nelle Verrine, citando l'episodio del furto di una statua molto preziosa perpetrato da Gaio Verre a danno degli abitanti di questa città.

## Localizzazione

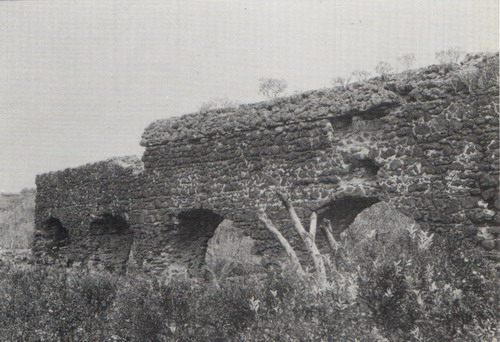
Ruderi dell'acquedotto romano in contrada Civita (Santa Maria di Licodia): l'identificazione con Inessa è stata smentita dagli scavi

La localizzazione dell'antica Inessa è incerta. Tucidide la localizza tra Centuripe ed una non meglio precisata Ibla. Altre fonti antiche indicano la collocazione della città a metà strada tra Catania e Centuripe o addirittura tra Catania e Termini Imerese.
L'Itinerario antonino la pone a 12  millia passuum (circa 17,7 km) da Catania e a 18 da Centuripe (circa 26,6 km). Strabone, nella sua Geografia, la colloca invece a 80 stadii da Catania (circa 14,8 km). Secondo alcuni la sede sarebbe probabilmente da localizzare nei territori degli attuali comuni di Santa Maria di Licodia e Paternò, forse sul Poggio Cocola (contrada Poira), presso il corso del fiume Simeto. La proposta di ubicazione nell'attuale località Civita, tra Paternò e Santa Maria di Licodia, è stata smentita dagli scavi compiuti dagli anni cinquanta del XX secolo.
Una proposta di identificazione in contrada Poira, sulla sponda destra del Simeto, a metà strada tra Paternò e Centuripe, sarebbe in grado di riconciliare le fonti antiche e, in particolare, la Tabula Peutingeriana e l'Itinerarium Antonini.